# Букшоая
Букшоая (рум. Bucșoaia) — село у повіті Сучава в Румунії. Адміністративно підпорядковане місту Фрасін.
Село розташоване на відстані 345 км на північ від Бухареста, 34 км на захід від Сучави, 139 км на захід від Ясс.

## Населення
За даними перепису населення 2002 року у селі проживали 1459 осіб.
Національний склад населення села:
| Національність | Кількість осіб | Відсоток |
| -------------- | -------------- | -------- |
| румуни         | 1427           | 97,8%    |
| німці          | 28             | 1,9%     |

Рідною мовою назвали:
| Мова      | Кількість осіб | Відсоток |
| --------- | -------------- | -------- |
| румунська | 1446           | 99,1%    |
| німецька  | 13             | 0,9%     |